# 찰스강

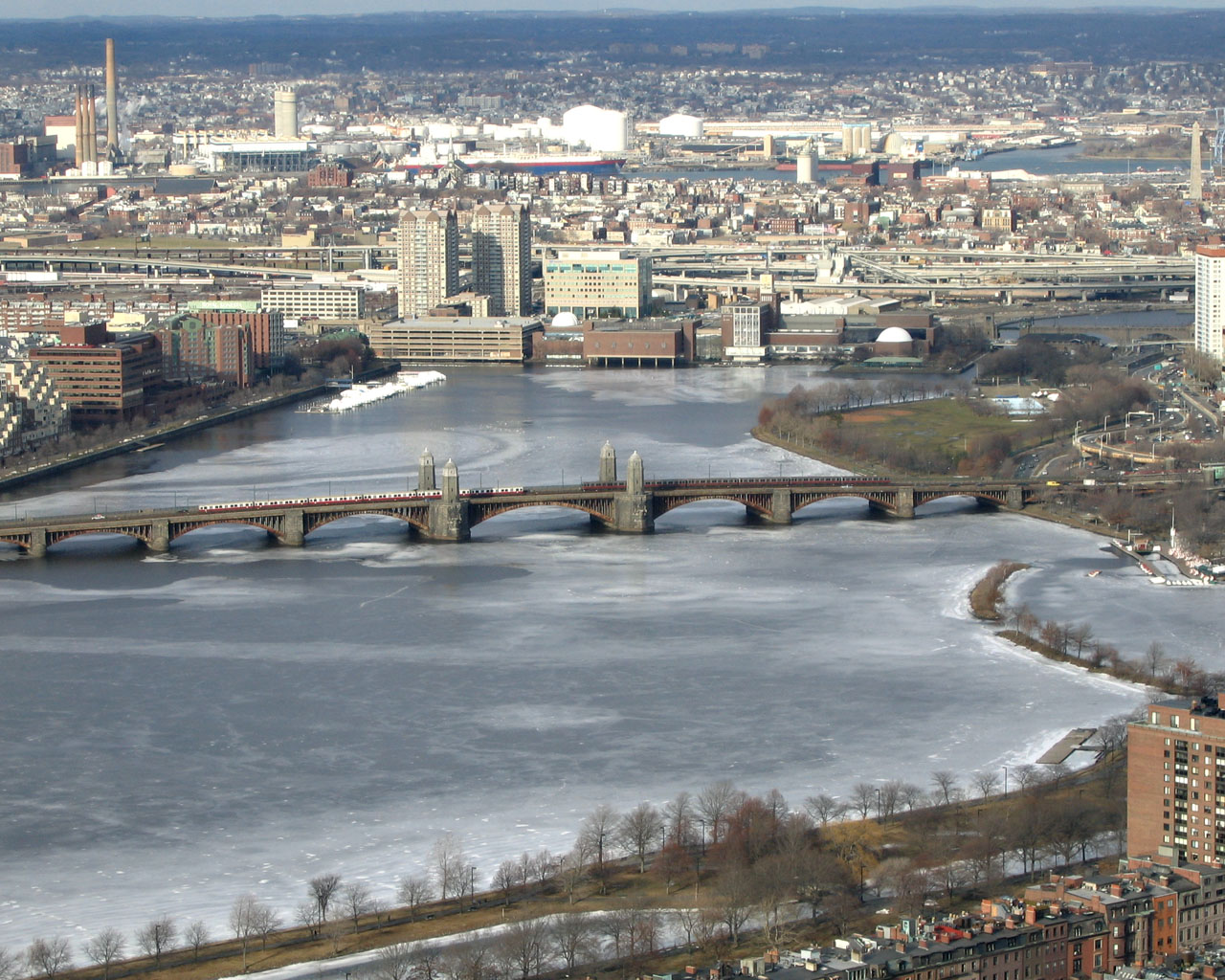
찰스 강

찰스강(Charles River)은 미국 매사추세츠주를 흐르는 강이다. 보스턴 남쪽에 위치하는 보스턴 마라톤의 출발점으로 알려진 홉킨턴에서 발원하여, 매사추세츠 만의 보스턴 항에 흐른다.